# Sadong
Sadong-guyŏk (Hán Việt: Tự Động khu vực) là một trong 19 đơn vị hành chính của thủ đô Bình Nhưỡng tại Cộng hòa Dân chủ Nhân dân Triều Tiên. Đây cũng là một trong sáu khu vực tạo nên vùng Đông Bình Nhưỡng. Khu vực nằm ở bờ đông của sông Đại Đồng, và ở cửa sông Nam. Khu vực nằm về phía bắc của Ryŏkp'o, phía đông của Taedonggang và phía đông bắc của Tongdaewon. Khu vực được thành lập vào tháng 9 năm 1959.
Khu vực có nền kinh tế công-nông nghiệp. Một số cây cầu gỗ từ thời Cao Câu Ly nằm trên địa phận Hyum-dong và được xếp số 166 trong danh sách báu vật quốc gia. Cây táo tàu được trồng ở Tŏkdong-ri.
Năm 2008, dân cư khu vực Sadong là 140.869 người, gồm 66.600 nam và 74.269 nữ.

## Hành chính
Sadong được chia thành 13 "dong" (động), 6 "ri" (lý).
| Phiên âm               | Chosŏn'gŭl | Hancha |                  |
| ---------------------- | ---------- | ------ | ---------------- |
| Changch'ŏn-dong        | 장천동     | 將泉洞 | Tương Tuyền động |
| Hyum-dong              | 휴암동     | 休岩洞 | Hưu Nham động    |
| Kumtan-ri              | 금탄리     | 金灘里 | Kim Than lí      |
| Mirim-dong             | 미림동     | 美林洞 | Mỹ Lâm động      |
| Namsan-dong            | 남산동     | 南山洞 | Nam Sơn động     |
| Oryu-ri                | 오류리     | 五柳里 | Ngũ Liễu lí      |
| Rihyon-ri              | 리현리     | 梨峴里 | Lê Hiện lí       |
| Samkol-dong            | 삼골동     | -      |                  |
| Songhwa-dong (1, 2)    | 송화동     | 松華洞 | Tùng Hoa lí      |
| Songsin-dong (1, 2, 3) | 송신동     | 松新洞 | Tùng Tân lí      |
| Taewon-ri              | 대원리     | 大園里 | Đại Viên lí      |
| Toktong-ri             | 덕동리     | 德洞里 | Đức Động lí      |
| Tongchang-ri           | 동창리     | 東倉里 | Đông Thương lí   |
| Tulu-dong (, 2)        | 두루동     | 豆樓洞 | Đậu Lâu động     |